# 周小川
周 小川（しゅう しょうせん、ジョウ シャオ チュアン Zhou Xiaochuan、1948年1月29日 - ）は、中国の政治家、銀行家。父親は機械工業部部長（1982-85年）を務めた周建南（1917年－1995年）であり、太子党（紅二代）に属する。朱鎔基元国務院総理（1993-95年、中国人民銀行行長を兼務したこともある）に同じ清華大学出身の改革派テクノクラートとして引き立てられ、中国人民銀行行長（総裁）、貨幣政策委員会主席を歴任した。

## 略歴
- 1971年 - 清華大学自動制御系卒業
- 1986年 - 中国共産党入党、国家経済体制改革委員会委員（1991年まで）
- 1989年 - 対外経済貿易部部長補佐
- 1991年 - 中国銀行副頭取、国家外貨管理局長
- 1997年 - 中共第15回全国大会で中央委員候補に選出
- 1998年 - 中国建設銀行頭取
- 2000年 - 中国証券監督委員会主席（2002年12月まで）
- 2002年 - 中共第16回全国大会で中央委員に選出
- 2003年 - 全人代で、中国人民銀行長に就任。
- 2007年 - 中共第17回全国大会で中央委員に再選
- 2008年 - 全人代で、中国人民銀行行長の続投（2期目）が決まる
- 2012年 - 中共第18回全国大会では、中央委員に選出されず
- 2013年 - 中国人民政治協商会議副主席に就任。[2]、全人代で、中国人民銀行総裁の異例の再続投（3期目）が決まる。
- 2018年 - 中国人民政治協商会議の全国委員会委員に再任されず[3]。中国人民銀行行長を退任[4]

## 評価
中国の中央銀行は先進国の中央銀行と異なり、中国共産党や政府から独立して金融や為替政策の判断は行えず、中国人民銀行行長は中華人民共和国国務院（日本の内閣に相当する）を構成する閣僚であり、共産党での序列は最高指導部の他の7人に遠く及ばない。例えば、2008年の世界金融危機の際は周の反対を斥けた国務院に従って大規模な金融緩和を実行したことでマネーサプライ（M2）の伸び率を高めた中国人民銀行は総資産が世界最大の中央銀行となり、スタンダードチャータード銀行は「周小川は中国の中央銀行トップのみならず、全世界の中央銀行のトップである」とも評した。
しかし、中国経済ウォッチャーは、わかりやすい言葉で経済政策を説明する力に期待して、周の言動に注目してきた。アメリカ合衆国のFRB議長を務めたアラン・グリーンスパンも、その著書『波乱の時代』において、「（周は）BISの定期会合で、主要途上国の中央銀行関係者からとくに歓迎された。周総裁は英語が堪能で、国際金融に精通しているうえ、他の情報源からは知ることのできない中国の実態を素直に話してくれた」と紹介し、高く評価した。
在任中は国際通貨基金（IMF）の特別引出権（SDR）を国際準備通貨にすべきと主張したことで周は国際的に注目され、2015年11月に人民元はIMFにおけるSDR構成通貨入りをした。また、ビットコインやリブラなどの仮想通貨は法定通貨の脅威となると主張しており、2014年に周は中国人民銀行による中央銀行デジタル通貨の研究開発を決定した。